# Ecyrus ciliatus
Ecyrus ciliatus är en skalbaggsart som beskrevs av Chemsak och Linsley 1975. Ecyrus ciliatus ingår i släktet Ecyrus och familjen långhorningar. Inga underarter finns listade i Catalogue of Life.